# 볼로냐 대학교
볼로냐 대학교(이탈리아어: Università di Bologna 우니베르시타 디 볼로냐[*])는 세계에서 가장 오래된 대학으로 1088년에 설립되었다. 신성 로마 제국의 프리드리히 1세가 1158년에 이 대학을 공인하였다. 19세기의 역사학자인 조수에 카르두치에 의해, 이 대학의 역사가 1088년까지 거슬러 올라간다는 것이 밝혀졌고 공식인정을 받았다. 최근 1988년에는 개교 900주년 기념식을 열기도 했었다. 최초 이 대학의 설립 당시에는 교회법(Canon)과 민법을 강의하였다.
2000년에는, 이 대학은 새로운 표어로 알마 마테르 스투디오룸(Alma Mater Studiorum)을 지었는데, 이것은 학문의 모교라는 뜻이다. 즉, 모든 학문이 퍼져 나간 곳이라는 뜻으로, 세계 최초의 대학임을 강조하기 위한 이름이다.

## 개요
볼로냐 대학교(Università di Bologna)는 1088년에 설립된 유럽에서 현존하는 가장 오래된 대학이다. 중세 시대, 기독교 진영의 많은 유럽 지식인들을 끌어 오았던 유럽의 지적활동의 중심지였었다. 따라서 13세기부터 15세기 사이의 많은 중세시대의 예술, 많은 문서들, 그리고 유명 중세 재판관들의 무덤들이 있다. 이들은 중세 교육기관으로써의 유명세를 더해주는 볼로냐 대학교의 위대한 문화적 자산들이다. 스투디움(Studium)이라고 불리는 이곳의 과거 교육제도는, 선생이 각각의 학생들에게서 교육료를 받아 교육하는 시스템이었다. 초창기 볼로냐 대학의 시설들은 볼로냐 시 곳곳에 넓게 퍼져서 위치하고 있었고, 수없이 많은 단과 대학(콜레지오;collegio)들이 도시 이곳 저곳에 설립되어 있어서, 세계 각국에서 온 당시 학생들의 학업을 도와주었다.
이들 중, 볼로냐 시의 남부지역에 위치한 콜레지오 디 스파냐(Collegio di Spagna; 스페인 단과대학)은 이런 많은 단과대학들 중 가장 오래된 것으로 손꼽힌다. 볼로냐 대학교가 설립된 초창기에는 교회법(Canon)과 민법만을 가르쳤었다. 법률 교육의 선구자인 법률가 그라티안(Gratian)과 이르네리우스(Irnerius)가 12세기 볼로냐 대학에서 학생들을 가르쳤다. 1563년에는 볼로냐 시는 교황령의 일부가 되었었고, 이에 따라 볼로냐 시 곳곳에 흩어진 대학들이 아르키기나시오(Archiginassio)로 (지금은 볼로냐 대학 도서관들 중 하나) 통합되었다. 이렇게 통합된 대학은 나폴레옹이 이탈리아를 점령하기 전까지 모든 학부들을 통합하고 있었다.
나폴레옹 점령기 시절에는, 대학의 본부가 현재의 잠보니 가(Via Zamboni; 과거에는 산 도나토 가Via San Donato였다)로 옮겨졌다. 잠보니 가는 볼로냐 시의 북동쪽에 위치하고 있다. 현재 볼로냐 대학은, 23개의 학부, 68개의 학과, 그리고 93개의 도서관들을 가지고 있고, 이들은 볼로냐 시 전역에 흩어져 있다. 볼로냐 대학은 볼로냐 시 이외에도 인근 위성도시인 체세나, 포를리, 라벤나, 리미니 등에 분교들을 가지고 있다. 볼로냐 대학에서 공부하였던 유명한 인물들로는 신곡을 쓴 단테, 페트라르카, 토머스 베켓, 교황 니콜라오 5세, 로테르담의 에라스무스, 지동설을 주장한 코페르니쿠스 등이 있다. 좀 더 최근의 역사에서는 생물학적 전기를 발견한 루이지 갈바니, 무선 통신의 선구자 굴리엘모 마르코니 등이 있다. 현재도 볼로냐 대학은, 이탈리아에서 가장 존경받고 다이나믹한 교육관으로 간주된다. 거의 1천년이 지난 지금까지도 볼로냐는 1천년 전과 같이 대학 도시의 면모를 가지고 있고, 대학의 강의가 진행될 때에는 도시 인구가 평소 인구 40만에서 50만으로까지 넘쳐나곤 한다. 미국의 몇몇 대학들, 예를 들면 브라운 대학교, 샌프란시스코 대학교, 존스홉킨스 대학교 등이 교환학생 프로그램을 가지고 있다.

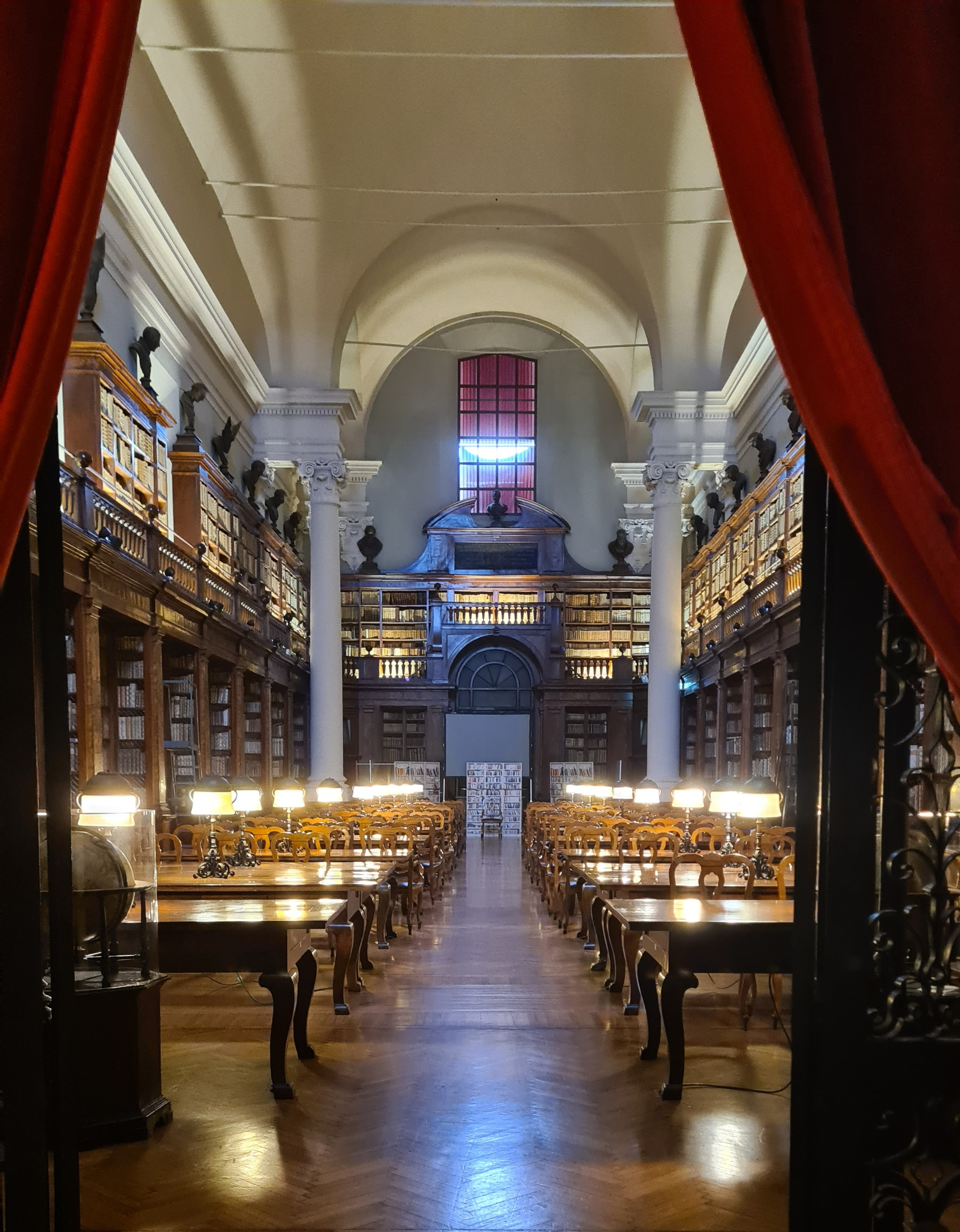
볼로냐 대학교의 도서관

## 의과 대학
볼로냐에서 알려진 최초의 의사는 페트루스(Petrus. 10세기 후반)이며, 그 후 다른 의사들도 볼로냐에서 교육 활동을 수행했다. 1288년에야 지방 자치단체는 법령에서 물리학 전문가 학위(Magister in fisica)와 의학 전문가 학위를 인정했다.

## 저명한 동문[4]
- 교황 알렉산데르 6세
- 아우구스토 리기[5]
- 카를로 골도니
- 카를로 로벨리
- 가롤로 보로메오
- 단테 알리기에리
- 디에고 델라 발레
- 엔초 페라리
- 데시데리위스 에라스뮈스
- 가브리엘레 팔레오티

## 같이 보기
- 볼로냐
- 밀라노 대학교
- 이탈리아의 교육
- 로마 라 사피엔차 대학교